# Британская экспедиция Калигулы
Британская экспедиция Калигулы — несостоявшаяся высадка войск императора Калигулы в Британии весной 40 года, ставшая продолжением его Германского похода.

## Рим и Британия
После двух британских высадок Юлия Цезаря идея завоевания острова периодически обсуждалась в Риме, в особенности с середины 30-х до начала 20-х годов до н. э., пока Август не решил сосредоточиться на Дунайском и Германском направлениях. От идеи вторжения в Британию он не отказывался, но после разгрома в Тевтобургском лесу эти планы снова пришлось отложить, а сменивший Августа Тиберий придерживался оборонительной стратегии на рубежах империи.
По мнению Страбона римляне вполне могли захватить Британию, но считали это нецелесообразным, так как бритты ничем не угрожали империи, а доходы от торговли с островом, по-видимому превышали предполагаемые финансовые поступления в случае завоевания, поскольку тогда римлянам пришлось бы тратиться на содержание оккупационных войск, и расходы превысили бы суммы, взимаемые в качестве дани, в то время как высокие ввозные и вывозные пошлины для британцев пришлось бы снизить после принятия их в римское подданство. Ряд племенных вождей вступил в договорные отношения с Августом, бритты отправили посольства в Рим и посвятили дары на Капитолии, фактически превратив весь остров в «достояние римлян».
Побежденные Цезарем бритты Кассивелауна, по-видимому, исправно платили римлянам дань, пока к власти между 20 и 15 до н. э. не пришел Таскиован, первый король бриттов, чеканивший монету со своим именем, проводивший агрессивную политику и к концу жизни распространивший свое господство от Нортгемптоншира до Темзы.
К югу от Темзы находились владения бельгов-атребатов со столицей в Каллеве Атребатов (ныне Силчестер), где правил король Тинкоммий. Это королевство признало власть Рима и стало заслоном на пути экспансии бриттов с севера. В 7 году н. э. Тинкоммий в результате политических неурядиц был вынужден бежать к римлянам, и этот факт отмечен в «Деяниях божественного Августа».
Тиберий продолжал политику союза с бриттами, и она принесла свои плоды в 16 году, когда римляне, оказавшиеся в Британии после гибели флота Германика в Северном море были возвращены местными вождями на родину. При этом император не помешал экспансии бриттов-катувеллаунов в земли атребатов. К 23 году брат короля Кунобелина Эпатик овладел Калевой и к 39 году королевство атребатов было близко к распаду, а римляне могли оказаться перед фактом создания единого кельтского королевства в Британии, что создавало угрозу их власти в Галлии. В этих условиях превентивное вторжение на остров было стратегически оправдано.
В военной пропаганде Калигулы Британия имела такое же значение как и Германия, и знаменитый мост, наведенный между Байями и Путеолами, был призван устрашить и германцев, и бриттов. При этом высадку в Британии нельзя было производить, не обеспечив безопасность Рейнской границы, поэтому оба направления экспедиции были взаимосвязаны.

## Поход Калигулы
Источники сообщают о Британском походе столь же неопределенные и анекдотические сведения, что и о Германском. Исследователи полагают, что после посещения базы Верхнегерманских легионов в Могонциаке Калигула отправился в Нижнюю Германию, где начал работы по сооружению нового лимеса в низовьях Рейна Поставив XVI Галльский легион в Новезиуме, он забрал для проведения британской экспедиции лучшие рейнские подразделения: II, XIV и XX легионы с отборными ауксилиями и повел их, вероятно, в марте или начале апреля 40, к побережью Британского пролива в район Гезориака. В этом месте началось строительство порта и нового флота, Classis Britannica, а также, по-видимому, новой дороги. Кроме этого император возвел в Гезориаке огромный маяк, за что его критиковали историки. На самом деле, учитывая то, что лучшие римские легионы дважды бунтовали, боясь отправляться в неведомую Британию, а вождь каннинефатов отказался отправлять в экспедицию своих соплеменников, из которых состояла I Каннинефатская когорта (ауксилия XIV легиона), сооружение маяка имело большое психологическое значение.

## Добыча Океана
У Светония все описание экспедиции сводится к паре анекдотов. Выведя войска к побережью в боевых порядках, Калигула расставил на берегу метательные машины, а потом заставил воинов собирать на пляже морские раковины в качестве «добычи Океана» (spolia Oceani), которую он намеревался отправить в дар Капитолию и Палатину. Бойцам он пообещал выдать по сотне денариев и, как будто это была значительная сумма, приговаривал: «Ступайте же теперь, счастливые, ступайте же, богатые!»
Сам он на борту триеры вышел в море, но, отойдя на небольшое расстояние от берега, вернулся обратно, а триеры затем распорядился отправить по суше в Рим для показа в триумфе.
Эпизод со сбором раковин, о котором упоминает и Дион Кассий, исследователи неоднократно пытались интерпретировать, выдвигая различные версии, как то: унизительное наказание воинов за нежелание отправляться в Британию (как вариант — пустые раковины, вместо жемчуга, ставшего добычей воинов Юлия Цезаря); под «раковинами» имеются в виду musculi — подвижные навесы для прикрытия воинов, занятых на осадных работах, или просто армейские палатки;
имитация кельтского обряда, символизировавшего победу над океаном; использование раковин в качестве метательных снарядов во время учений; символический жест, в сочетании с выходом в море означавший распространение римской власти на Британию; действительный поиск жемчуга на берегу. Д. Вудс считает, что словом conchae обозначались небольшие вражеские посудины, которые император приказал собрать для демонстрации в своей триумфальной процессии, а враждебная ему сенатская историография исказила этот факт. А. И. Савин также полагает, что речь идет о легких плавательных средствах, но полагает, что это были корабли, с помощью которых римляне должны были отражать флот бриттов, тогда как более тяжелые триеры атаковали бы неприятеля во фланг. Машины на берегу по его мнению также были корабельными и все происходило в ходе военных учений. При этом исследователи согласны, что никакой высадки в Британии Калигула в то время планировать не мог.
Цезарю для Британского похода понадобилось 800 кораблей, флот же Калигулы едва начал строиться. Э. А. Баррет также указывает на то обстоятельство, что император вернулся в окрестности Рима уже в мае и, учитывая дальность расстояния и указания Светония, что он не слишком торопился и сенат просил его поспешить, по расчетам этого автора принцепс должен был покинуть берег Ла-Манша в конце марта. Согласно Вегецию, морская навигация начиналась не ранее 10 марта, а надёжной считалась только после 27 мая. Опасность пересечения Ла-Манша была римлянам известна, и Калигула, не особенно любивший море и не умевший плавать, едва ли рискнул бы переправляться в такое время. А. В. Савин добавляет к этому, что после казни в Лугдуне осенью 39 мавретанского царя Птолемея в его стране началось восстание, из-за которого потом и Клавдий отложил высадку в Британии, в Иудее вспыхнули волнения после приказа императора об установке его статуи в Иерусалимском храме, и на усмирение были направлены два сирийских легиона, а в самой Сирии назревала война с парфянами.

## Подчинение Админия
По мнению Светония, единственным успехом Калигулы в этом походе было подчинение бриттского правителя Админия, сына Кунобелина, изгнанного отцом из страны и бежавшего к римлянам с небольшим отрядом. Вероятно, именно к этому царевичу относятся монеты с легендами A. AM и AMMINUS, выпущенные незадолго до вторжения Клавдия. Баррет полагает, что Админий не был изгнанником, но то ли бежал с острова, то ли скрывался в нынешнем Суссексе в землях бывшего королевства атребатов потому что во владениях его отца стали преобладать антиримские настроения. Светоний не связывает имя Админия с действиями Калигулы на берегу Ла-Манша, а у Диона Кассия принц и вовсе не упоминается, но Орозий сообщает, что император, покорив Галлию и Германию, остановился на берегу пролива и после того как ему покорился сын Кунобелина, «который, будучи изгнан отцом, скитался с немногочисленными приверженцами», вернулся в Рим, «потеряв основание для войны».
Подчинение Админия было для Калигулы большой удачей, так как позволяло заявить об успехе похода, несмотря на то, что высадки дело так и не дошло. По предположению Баррета, император постарался обставить церемонию сдачи правителя бриттов с возможной помпой и именно потому и вышел для ее принятия в море на триерах, которые затем отправил в столицу для показа в триумфальной процессии. Выплата воинам по сотне денариев на человека, которую Светоний считает оскорбительно маленькой, была вполне достаточной, поскольку речь шла об участии в формальной церемонии, а не о военной победе, к тому же войскам, которые отказывались участвовать в высадке, командование могло бы и вовсе не платить.
В Рим Калигула направил официальное сообщение о победе, увитое лавром, «словно покорился ему весь остров» (quasi universa tradita insula) и подлежавшее оглашению консулами на собрании сената в храме Марса Мстителя, где со времен Августа принимались решения о проведении триумфов. В конце концов император, первоначально намеревавшийся устроить небывалой пышности триумфальное шествие, удовольствовался простой овацией за победу над заговорщиками в ходе Германского похода. Баррет следом за Светонием полагает, что это было его собственным решением (Светоний при этом утверждает, что сошедший с ума Калигула сначала запретил сенату воздавать ему какие бы то ни было почести, а потом жаловался, что сенаторы отказали ему в триумфе) и считает, что полноценное празднование император собирался провести после осуществления высадки в Британии, от проведения которой он не отказался, но отложил ее на будущее время. Дион Кассий, впрочем, сообщает, что Калигула принял триумфальные прозвища «Германского» и «Британского», но в последнем исследователи сомневаются и возможно, что это было неофициальное прозвание, данное ему войсками.

## Окончание похода
По словам Светония, перед возвращением в Рим Калигула задумал еще одну «чудовищную жестокость», решив перебить легионы, поднявшие мятеж в 14 году и державшие в осаде его отца Германика, своего командующего, и самого Калигулу, тогда еще младенца. Приближенные с трудом отговорили принцепса от этого намерения, «но ничем не могли удержать от желания казнить хотя бы каждого десятого». Чтобы провести децимацию император созвал безоружных легионеров на сходку и окружил вооруженной конницей. Бойцы почуяли неладное и начали пробираться к своему оружию, тогда Калигула бежал со сходки, после чего обрушил весь свой гнев на сенат. Баррет по этому поводу указывает, что рассказ Светония не имеет подтверждения ни в каком другом источнике, и в легионах по прошествии четверти века едва ли оставались участники давнего мятежа. Он предполагает, что вся эта басня могла возникнуть из какого-либо саркастического замечания, сделанного принцепсом в адрес войск, не добившихся в Германии успехов, достаточных для безопасного проведения высадки в Британии уже весной 40 года, а затем перевранного сенатскими противниками Калигулы. Видеман допускает, что упоминание о планах децимации может относиться к какому-то мятежу, произошедшему во время похода Калигулы и, возможно, сорвавшему десантную операцию.
Между тем ненависть принцепса к сенату достигла кульминации. Неизвестно, направился ли он прямиком в Италию или задержался в Лугдуне, но в ответ на просьбу сенатской делегации поторопиться гневно заявил, что прийти-то он придет, но с ним будет еще кое-кто, после чего демонстративно похлопал по рукояти своего меча. Сенаторам он запретил выходить к нему из Рима с приветствиями, а в своем эдикте сообщал, что возвращается только к тем, кому желанен — ко всадникам и народу, «для сената же он не будет более ни гражданином, ни принцепсом».

## Комментарии
1. ↑  «И вновь античные авторы утверждают, что Калигула был слишком труслив, а потому не мог всерьез задумывать вторжение в Британию, и отбирают россказни об этих операциях таким
образом, чтобы представить данную затею всего лишь как новое свидетельство его безумия» (Видеман, с. 269)